# 蘇博蒂察主教座堂

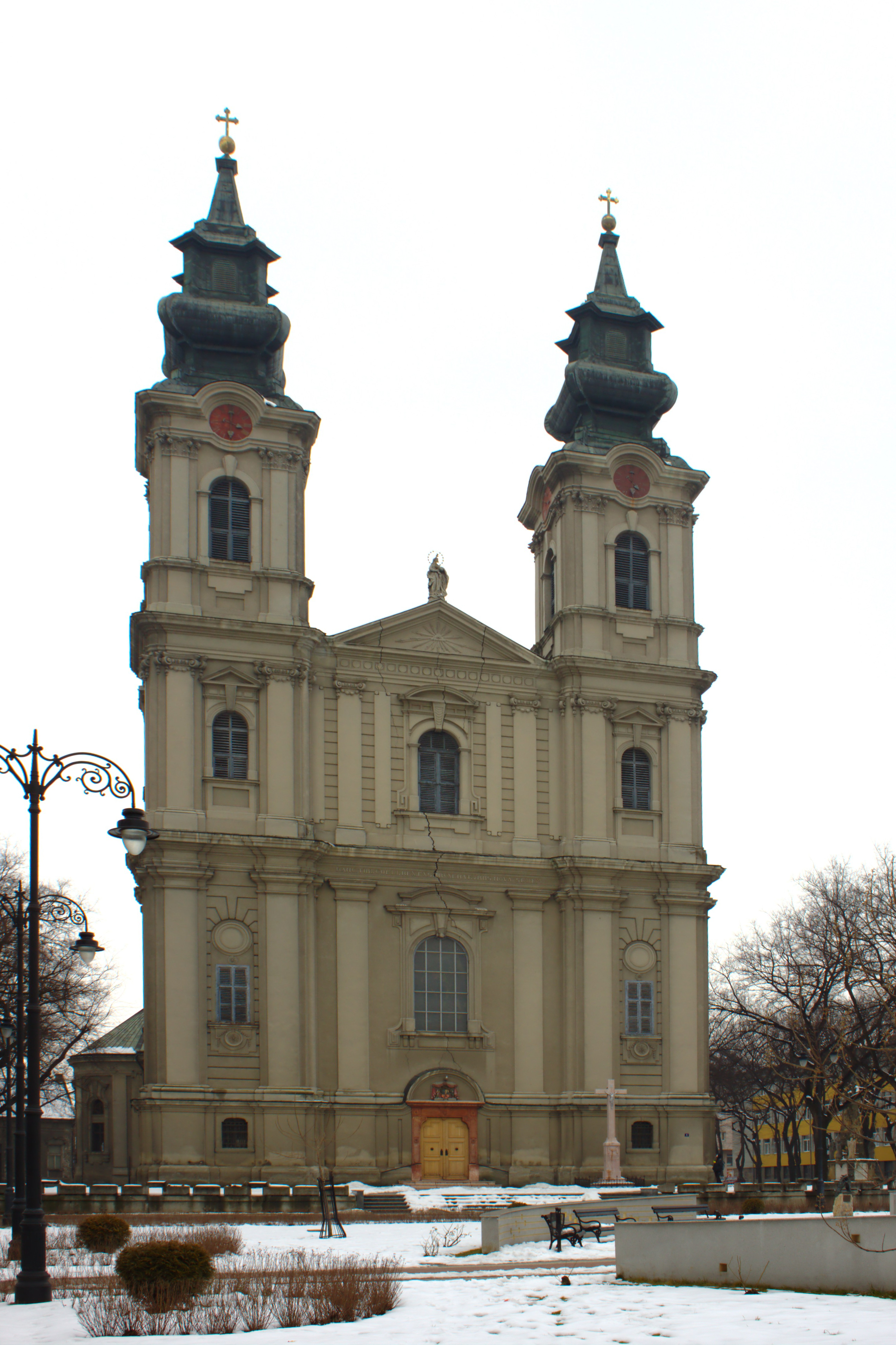

蘇博蒂察主教座堂是位於塞爾維亞城市蘇博蒂察的一座羅馬天主教的主教座堂。這座教堂也是天主教蘇博蒂察教區的主教座堂。

## 外部連結
- Official web site （页面存档备份，存于）